# Edward Pyskło
Edward Pyskło (ur. 18 maja 1941 w miejscowości Lelis, zm. 10 lipca 2020) – polski działacz partyjny, prezydent Ostrołęki (1975–1978).

## Życiorys
W PZPR działał od 1961. Sprawował funkcję wicenaczelnika powiatu ostrołęckiego. W 1975 objął urząd pierwszego w powojennej historii prezydenta Ostrołęki, który sprawował do 1978, następnie był m.in. kierownikiem Wydziału Ekonomicznego Komitetu Wojewódzkiego PZPR w Ostrołęce.
Zmarł 10 lipca 2020.